# Dlakava vidra
Dlakava vidra (Lutra sumatrana) jedna je od najrjeđih vrsta vidri na Zemlji. Smatralo se da je izumrla 1998. godine zbog pomanjkanja dokaza o viđanjima iste u prirodi, no otada je otkriven malen broj živućih populacija.
Danas se vjeruje kako žive u manjim brojevima kroz prirodna rezervata u Vijetnamu, močvarnim šumama Toa Daeng u južnom Tajlandu, te u Sumatri, mjesto po kojem je dobila svoje latinsko ime. Ponovo je otkrivena 2005. godine. Otkrivena je, također, i u Tonle Sap jezeru, u Kambodži. U svim ovim mjestima otkriven je samo manji broj jedinki, proučavan kroz viđanja u prirodi, nekoliko primjeraka nastradalih u prometu, te kroz kožu.

## Prijetnje
Najveće prijetnje ovoj vrsti predstavlja čovjek. Ribolov, poljoprivreda, onečišćenje i izlovljavanje i dalje prijete ovoj vrsti.
U Kambodži, dlakava se vidra lovi zbog njenog krzna koji se prodaju kineskim posrednicima u velikom broju. Razina izlovljavanja veoma je visoka i nekontrolirana, te je veoma nesigurno kako bi populacije nekih od češćih vrsta vidri koje obitavaju u jezero mogle podnijeti takvu količinu izlovljavanja, a kamoli dlakava vidra.